# Casa de la Vila de Vimbodí
Casa de la Vila de Vimbodí és un edifici de Vimbodí i Poblet (Conca de Barberà) protegit com a Bé Cultural d'Interès Local.

## Descripció
Es tracta d'un edifici entre mitgeres format per la planta baixa, un pis i una terrassa. A la planta baixa s'obre un porxo mitjançant dos arcs de mig punt adovellats. El primer pis, amb el parament fet de carreuons, té dues finestres, amb columna central, i tres balcons. Al damunt d'aquesta estructura hi ha un esgrafiat que representa una barana i, al centre, un mig cercle decorat amb motius vegetals, un escut i un rellotge.